# British Home Championship 1904/05
Die British Home Championship 1904/05 war die 22. Auflage des im Round-Robin-System ausgetragenen Fußballwettbewerbs zwischen den vier britischen Nationalmannschaften von England, Irland (ab 1950/51 Nordirland), Schottland und Wales.
| Pl. | Nationalmannschaft | Sp. | S | U | N | Tore    | Punkte |
| --- | ------------------ | --- | - | - | - | ------- | ------ |
| 1.  | England            | 3   | 2 | 1 | 0 | 005:200 | 05:10  |
| 2.  | Wales              | 3   | 1 | 1 | 1 | 006:600 | 03:30  |
| 3.  | Schottland         | 3   | 1 | 0 | 2 | 005:400 | 02:40  |
| 4.  | Irland             | 3   | 0 | 2 | 1 | 003:700 | 02:40  |

|                                                |   |            |           |
| 25. Feb. 1905 in Middlesbrough (Ayresome Park) |   |            |           |
| England                                        | – | Irland     | 1:1 (0:0) |
| 6. März 1905 in Wrexham (Racecourse Ground)    |   |            |           |
| Wales                                          | – | Schottland | 3:1 (1:0) |
| 18. März 1905 in Glasgow (Celtic Park)         |   |            |           |
| Schottland                                     | – | Irland     | 4:0 (2:0) |
| 27. März 1905 in Liverpool (Anfield Road)      |   |            |           |
| England                                        | – | Wales      | 3:1 (0:0) |
| 1. April 1905 in London (Crystal Palace)       |   |            |           |
| England                                        | – | Schottland | 1:0 (0:0) |
| 8. April 1905 in Belfast (Solitude)            |   |            |           |
| Irland                                         | – | Wales      | 2:2 (2:2) |